# Sello de Palaos
La República de Palaos no posee escudo de armas. En lugar de ello se usa el sello oficial, el cual fue aceptado en 1955 y suplementado en 1981, cuando Palaos se separó de la Federación de Micronesia. El sello muestra en su centro el tradicional Bai, una casa de reuniones que descansa sobre piedras. Ante ella ondea una bandera en la cual se lee la inscripción «OFFICIAL SEAL» (Sello Oficial). Las inscripciones que rodean el sello son «OLBIIL ERA KELULAU» (La Casa de las Decisiones Murmuradas), nombre del órgano legislativo en el idioma nativo, y «Republic of Palau» (República de Palaos en idioma inglés).

## Galería de escudos históricos

Escudo de armas de España, hasta 1899
Escudo de armas de la Primera República de Filipinas (1899-1901)
Escudo de armas del Imperio Alemán (1899-1914)
Armas propuestas de la Nueva Guinea Alemana (1914)
Emblema del Gran Imperio del Japón (1914-1944)
Emblema del Mandato de las Islas del Mar del Sur
Escudo de armas de los Estados Unidos de América (1944-1981)
Emblema de las Naciones Unidas (1947-1965)
Emblema del Territorio en Fideicomiso de las Islas del Pacífico (1965-1981)
Sello Nacional de Palaos (1955-1981)